# Bessamorel

Bessamorel este o comună în departamentul Haute-Loire, Franța. În 2009 avea o populație de 408 de locuitori.